# 福中佐知子
福中佐知子（1946年4月5日—）是一名日本前排球运动员，曾是日立武藏排球队成员。她在1968年夏季奥林匹克运动会中，参加了女子排球比赛并获得银牌。